# The Sims 3 Mobile
The Sims 3 Mobile  — мобильная версия игры The Sims 3, созданная студией SiXiTS для мобильных платформ с операционными системами iOS и Android. Выход игры состоялся 2 июня 2009 года. Игра представляет собой открытую виртуальную песочницу, где игрок управляет персонажем, удовлетворяет его базовые потребности, обустраивает своё жилище, работает и общается с другими персонажами. Это первая игра серии The Sims, созданная для смартфонов и планшетов.
Решение создать мобильную версию разработчики объяснили ростом популярности смартфонов и планшетов среди их основной игровой аудитории. Сразу после выпуска, The Sims 3 стала самой продаваемой игрой в App Store. Игра помимо этого была выпущена для операционных систем Symbian и Android, а также её двухмерная версия была выпущена для BlackBerry и N-Gage.
Игра получила положительные отзывы от игровых критиков, которые заметили, что игра обладает почти теми же возможностями геймплея, что и The Sims 3 для компьютеров, также критики похвалили качество графики игры.

## Игровой процесс

Изображение игрового процесса

Игра начинается с редактора создания персонажа, где игрок настраивает пол, внешность и черты характера управляемого сима. Черты характера и жизненные цели сима влияют на его желания в игре, например персонаж-романтик захочет встречаться с несколькими персонажами, а безумного сима будут преследовать причудливые желания, например наблюдение за сном трёх человек.
Игра поделена на уровни. Основная цель игрока — удовлетворять базовые потребности персонажа в еде, сне, туалете и гигиене, а также зарабатывать деньги на жизнь. Другой важный элемент — так называемые желания симов, которые игрок может выбирать, а затем должен исполнять, чтобы собирать баллы счастья для персонажа. По мере продвижения по уровням, персонаж будет зарабатывать больше денег и открывать для себя возможность покупать более дорогие вещи и расширять своё жильё. В игре доступен каталог мебели, где игрок может на внутриигровые средства купить себе новую мебель и выбрать для неё цвет.  
В игре доступны мини-игры, такие, как рыбалка, садоводство, приготовление пищи и ремонт дома. В игре доступен городок с другими жилыми участками и общественными пространствами, где сим может вести активный отдых, заниматься рыбалкой и находить новых NPC. Сим может знакомится с другими персонажами в городке, укреплять с ними отношения, от дружеских до любовных, или же наоборот враждовать.

## Создание
Разработка мобильной версии The Sims 3 длилась 18 месяцев. Созданием игры занималась студия SiXiTS, имеющая опыт в работе над мобильными версиями известных игр. Решение создать мобильную версию The Sims 3 объяснялось охватом основной целевой аудитории игры — молодых девушек от 16 до 24 лет, которые также активно пользуются мобильными устройствами, разработчики заметили, что по состоянию на 2009 год, в мире идёт стремительный охват молодого поколения мобильной техникой и это разительно отличалось от ситуации в 2004 году, при выходе The Sims 2.
В отличие от ранних мобильных и портативных версий игр The Sims, разработчики желали сохранить в игре концепцию свободной и виртуальной песочницы. The Sims 3 Mobile создавалась, как полноценная игра, а не просто дополнение к ПК. При создании игры, команда уделила особое вниманию проработке искусственного интеллекта, личностных качеств персонажей, в том числе и NPC. Таким образом, чтобы выбор характера управляемого сима мог влиять на общий игровой процесс, а реакция неигровых персонажей на действия подопечного была не предсказуемой. Из-за ограниченности технических возможностей IPhone в сравнении с компьютерами, разработчики решили отказаться от режима строительства здания, вместо этого вводя возможность дополнять жилище новыми комнатами. Также разработчики уделили особое вниманию возможности заниматься садоводством на заднем дворе жилого дома. Управление игры было создано с нуля для работы с сенсорным экраном.

## Выпуск
О предстоящем выпуске игры для iPhone и iPod Touch стало известно в марте 2009 года. Также было объявлено, что это первая игра серии The Sims со встроенными микротрансакциями. Первая презентация игры состоялась в августе на выставке Gamescom в Германии. Помимо версии для IPhone и IPad, также к выпуску готовилась двухмерная версия The Sims 3 с изометрической графикой на платформе java для N-gage, Blackberry и Windows Mobile. Выход игры состоялся 2 июня 2009 года. Летом 2010 года игра была выпущена на Android и также под названием The Sims Collectors Edition Android была предварительно установлена на некоторых телефонах серии Samsung Vibrant и Galaxy S.
Через несколько дней после выпуска, игра The Sims 3 возглавила список самых скачиваемых платных приложений в App Store в 37 разных странах. В итоге симулятор жизни стал самой покупаемой игрой в App Store в 2009 году. The Sims 3 также удерживалась в чартах ещё в начале 2010 года. Игра также была номинирована на премию Asia Mobile Awards 2009, как лучшая мобильная игра. Успех симулятора укрепил позицию EA Games, как крупнейшего издателя мобильных игр. В 2010 году, в рамках гендерного исследования мобильных игр было выявлено, что The Sims 3 Mobile  пользуется большой популярностью у игроков-женщин.

## Критика
| Иноязычные издания | Иноязычные издания |
| Издание            | Оценка             |
| ------------------ | ------------------ |
| IGN                | 8,5/10             |
| GameSpot           | 8/10               |
| Pocket Gamer       | [ 23 ]             |

Игра получила положительные отзывы от игровых критиков. Так, критик IGN назвал The Sims 3 Mobile не просто урезанной  версией компьютерной The Sims 3, как это ранее разработчики делали при создании мобильных и портативных версий предыдущих частей The Sims a тайтлом, способным подарить полноценный опыт игры специально для игроков мобильных устройств. Представитель сайта GameSpot назвал The Sims 3 Mobile в общем очень весёлой игрой, позволяющей испытывать границы симуляции и идеальной мобильной игрой для тех, кто любит свободные виртуальные песочницы без установленной истории, а также создавать свои сложные сценарии при наличии достаточного времени и фантазии. Критик с сайта Pocket Gamer заметил, что The Sims 3 Mobile лишена частого недостатка игр-песочниц, которая состоит в том, что игрок не может найти цель для персонажа.
Рецензент IGN заметил, что игра предоставляет множество возможностей симуляции жизни, общения с новыми персонажами, как и в оригинальной компьютерной версии. Так, общение с многочисленными и разнообразными персонажами, большой выбор способа вести диалоги является по мнению критика лучшей частью The Sims 3 Mobile. Рецензент GameSpot назвал настройки персонажа и качество графики игры одной из лучших для мобильного устройства (по состоянию на 2009 год). Похожее мнение высказал и представитель Pocket Gamer, заметив, что несмотря на превосходную анимацию и наличие открытого мира, это не становится бременем для iPhone. Критик с сайта Pocket Gamer отдельно оценил факт того, что заданные черты характера сима, действительно влияют на его поведение и в целом развитие вокруг событий.
Анимация в игре по мнению критика IGN выглядит плавной, а мимика симов — выразительной. Тем не менее некоторые мини-игры при множественном повторении, особенно рыбалка и готовка могут сильно надоесть игроку. Рецензент Gamespot заметил, что процесс выполнения мини-игры слишком прост и мог бы быть посложнее.
Также критики назвали главным недостатком факт того, что игрок не может удалить поставленную цель, пока сим не исполнит её.

### Java
Критик сайта Pocket Gamer заметил, что в свете расцвета мобильного рынка, казалось, что крайне сложно будет завлечь игрока очередной java-игрой, и она должна обладать увлекательным игровым процессом, чтобы получить признания. К счастью, The Sims 3, по мнению критика, в полной мере справляется с данной задачей, предлагая совершенно новое, чем просто улучшенную версию The Sims 2 Mobile. Так, критик похвалил игру за введение микроменеджмента, заметив, что если The Sims 2 концентрировалась на удовлетворении базовых нужд персонажа, то The Sims 3 предлагает симуляцию самых разных сценариев, а также перемещение в открытом мире. Также рецензент оценил введение желаний, и влияние характера персонажа на данные желания, давая игроку постоянную мотивацию возвращаться в игру и пробовать симуляцию жизни под новым углом. Единственная проблема игры заключается в долгих загрузках перед входом в здание. Противоположное мнение оставил редактор журнала Giochi per il mio computer, назвав java-версию бессмысленной, не предлагающей чего-то принципиально нового, как iOS-версия. По мнению критика, игра выглядит, как визуальный рестайлинг The Sims 2 Mobile.